# Pirangut
Pirangut es una  ciudad censal situada en el distrito de Pune en el estado de Maharashtra (India). Su población es de 14174 habitantes (2011). Se encuentra a 21 km de Pune.

## Demografía
Según el censo de 2011 la población de 14174 era de 13435 habitantes, de los cuales 7727 eran hombres y 6447 eran mujeres. Pirangut tiene una tasa media de alfabetización del 87,29%, superior a la media estatal del 82,34%: la alfabetización masculina es del 90,43%, y la alfabetización femenina del 83,56%.